# 李一夫
李一夫（1909年—2002年8月24日），原名李铭缙，曾用名李志新，男，直隶（今河北）丰润人，中华人民共和国政治人物，曾任中央监委驻外贸部监察组组长，第五、六届全国政协委员。